# Kit-Klasse
Die Kit-Klasse (russisch Кит, für Wal) war eine Klasse russischer Torpedobootszerstörer der Baltischen und Pazifischen Flotte des zaristischen Russland, die vor und während des Russisch-Japanischen Krieges bei der Schichauwerft in Elbing bzw. in Danzig in zwei Losen zwischen 1898 und 1900 beziehungsweise 1905 und 1907 gebaut wurden.

## Entwurf

### Für die Bedürfnisse des Fernen Osten

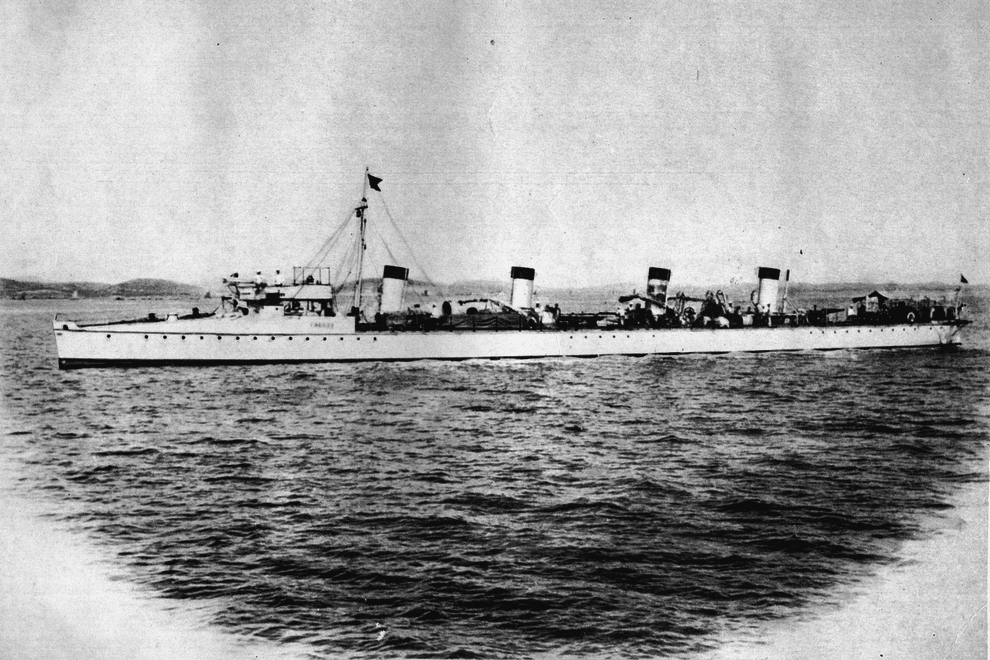
Der bei Laird gebaute Zerstörer Boevoy, anfangs Som

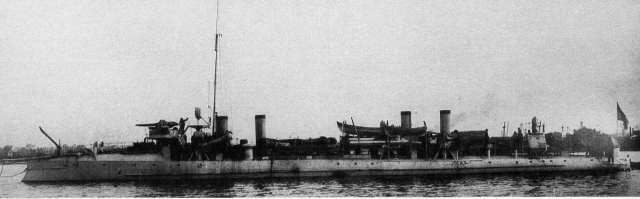
Der in Frankreich gebaute Zerstörer Vnimatelnyi, anfangs Forel

Die ersten vier Boote der Klasse, die für sich auch hin und wieder als Kit-Klasse bezeichnet werden, wurden bereits im Rahmen des Programms Für die Bedürfnisse des Fernen Osten von 1898 im August 1898 bei der Schichauwerft bestellt. Alle vier wurden bis zum August 1900 abgeliefert. Die Boote gehörten nach Größe und Kampfkraft zu den ersten „Zerstörern“ der russischen Marine, müssen aber ob ihrer Größe und Kampfkraft eigentlich als Hochseetorpedoboote bezeichnet werden. Hervorstechendstes Merkmal der Klasse war der ausgeprägte Rammsteven, das abgerundete Kreuzerheck und die zwei Schornsteine mit stark achterlichem Fall. Der ursprüngliche Entwurf sah nur ein 75-mm- und fünf 47-mm-Geschütze vor, wobei keine Minenlegeeinrichtung vorgesehen war.
Neben den vier in Deutschland bestellten Booten orderte die Kaiserlich Russische Marine im Fern-Ost-Programm noch einen Zerstörer in Großbritannien (Som, 1900 ausgeliefert) und fünf in Frankreich (Forel-Klasse, 1901/1902 ausgeliefert), die auch bei Beginn des Russisch-Japanischen Krieges dort stationiert waren. In Russland selbst wurden gleichzeitig dreizehn Zerstörer der Buiny- und Groznyi-Klasse gebaut, von denen auch zwei vor dem Krieg in Port Arthur stationiert wurden und neun mit dem Zweiten Pazifischen Geschwader während des Krieges in den Fernen Osten marschierten.
Unmittelbar nach dem Abschluss der Erprobungen verlegten die vier Zerstörer des ersten Auftrages vom Oktober 1900 bis zum Mai 1901 in den Fernen Osten zum Pazifikgeschwader und wurden in Port Arthur stationiert. Nach der Seeschlacht im Gelben Meer wurden drei der Zerstörer (Besposchtschadni, Besschumni, Besstraschni) am 12. August 1904 in der deutschen Kolonie Tsingtao interniert. Die Bditelny war wegen Kesselschäden nicht einsatzbereit. Ende Oktober 1904 erhielt sie noch einen Minentreffer, konnte nicht repariert werden und wurde vor der Kapitulation Port Arthurs gesprengt.

### Verlastbar mit der Eisenbahn

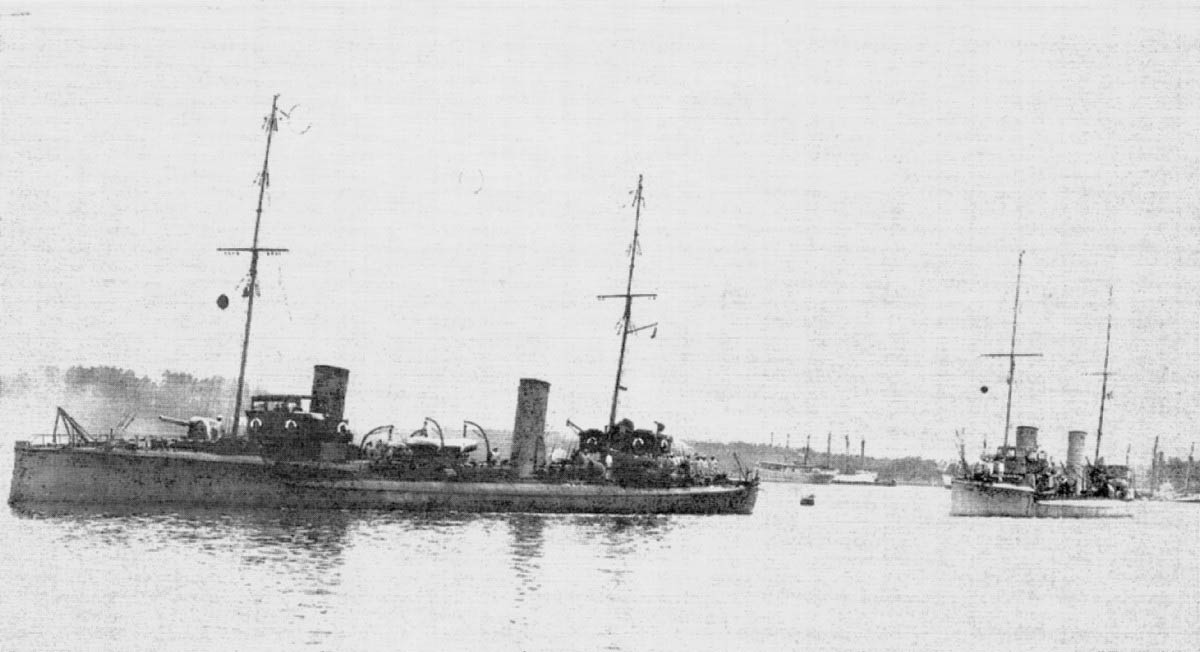
Die Zerstörer Ingenieur-mechanik Swerew und Burny

Die restlichen zehn Boote wurden im Dezember 1904 als Vermehrungs- und Ersatzbauten bestellt und waren einfache Nachbauten des Typs Kit, um keine Risiken einzugehen. Es wurden lediglich veränderte Kessel gefordert und die Bewaffnung auf zwei 75-mm-Geschütze verstärkt. Auch wurde neue 45-cm-Torpedorohre eingebaut. Bei Vertragsschluss war die russische Regierung noch der Hoffnung, die Boote während des Russisch-Japanischen Krieges zum Einsatz bringen zu können. Bei Vertragsunterzeichnung musste die Bauwerft daher garantieren, die Boote so zu erstellen, dass der Transport in Teilen nach Wladiwostok auch auf dem Landweg möglich sein würde. Tatsächlich wurde nur bei zwei Booten (Kapitan Jurassowski, Leitenant Sergejew) von dieser Möglichkeit Gebrauch gemacht. Zum einen verlief der Krieg schnell zu Ungunsten der Russen, zum anderen erwies sich die Eisenbahn nach Fernost als total überlastet, um auch die notwendigen Bauvorrichtungen nach Fernost transportieren zu können. Die anderen acht Schiffe wurden darauf in Deutschland komplett fertiggebaut und kamen in der Ostsee zum Einsatz.
Aufgrund der Kriegserfahrungen von 1904/05 wurde die Bewaffnung umgehend auf zwei 75-mm-Geschütze verstärkt und vereinheitlicht. Die Boote werden auch als eigenständige Klasse unter der Bezeichnung Ingenieur-mechanik-Swerew-Klasse in der russischen Literatur bzw. in der deutschen als Bojewoi-Klasse und der englischen als Bditelny-Klasse benannt.
Ihre kontinuierliche Fortsetzung erfuhren sie in den auch noch 1904 bestellten vier Booten der Emir-Bucharski-Klasse, die von der Schichau-Werft entworfen auf russischen Ostseewerften gebaut wurden.

## Boote und Schicksale
| Schiff                                                                | Kiellegung      | Stapellauf        | Indienststellung  | Bemerkung |
| --------------------------------------------------------------------- | --------------- | ----------------- | ----------------- | --- |
| Kit („Wal“) ab 22. März 1902: Bditelny („Der Wachsame“)               | 8. März 1899    | 30. November 1899 | 10. August 1900   | Seit Mai 1901 in Port Arthur stationiert. Bei den Ausbruchsversuchen des Geschwaders aus dem Gelben Meer wegen Kesselschäden nicht einsatzbereit. Ende Oktober 1904 erhielt das Boot bei einem Einsatz einen Minentreffer und wurde schwer beschädigt. Aufgrund fehlender Teile konnte es nicht wieder repariert werden und wurde vor der Kapitulation des Hafens am 2. Januar 1905 gesprengt. |
| Skat („Rochen“) ab 22. März 1902: Besposchtschadni („Der Gnadenlose“) | 8. März 1899    | 24. Oktober 1899  | 12. Juli 1900     | Seit Mai 1901 in Port Arthur stationiert. Nach der Seeschlacht im Gelben Meer wurde das Boot am 12. August 1904 in Tsingtau interniert. Nach dem Kriegsende verblieb das Boot bis 1918 beim Pazifischen Geschwader in Wladiwostok und wechselte im Gefolge des Bürgerkrieges mehrfach den Besitzer. Eine beabsichtigte Überführung ins Nordpolarmeer 1917 musste aufgrund des Zustands der Antriebsanlage unterbleiben. Es wurde am 31. Mai 1923 aus der Flotte gestrichen und bis 1925 abgewrackt. |
| Delfin („Delphin“) ab 22. März 1902: Besstraschni („Der Furchtlose“)  | 29. März 1899   | 12. Juli 1899     | 8. September 1900 | Seit Mai 1901 in Port Arthur stationiert. Nach der Seeschlacht im Gelben Meer wurde das Boot am 12. August 1904 in Tsingtau interniert. Nach dem Kriegsende verblieb das Boot bis 1917 beim Pazifischen Geschwader und verlegte bis Oktober 1917 ins Nordpolarmeer nach Murmansk. Dort wurde es von französischen Interventionstruppen besetzt, der Weißen Armee übergeben und bei deren Abzug im Februar 1920 zurückgelassen. Anschließend war es ab 1921 in Archangelsk aufgelegt und wurde ab 1924 abgewrackt. |
| Kassatka („Orca“) ab 22. März 1902: Besschumni („Der Lautlose“)       | 1899            | 16. März 1900     | 14. Juli 1900     | Seit Mai 1901 in Port Arthur stationiert. Nach der Seeschlacht im Gelben Meer wurde das Boot am 12. August 1904 in Tsingtau interniert. Nach dem Kriegsende verblieb das Boot bis 1917 beim Pazifischen Geschwader und verlegte bis Oktober 1917 ins Nordpolarmeer nach Murmansk. Dort wurde es von französischen Interventionstruppen besetzt, der Weißen Armee übergeben und bei deren Abzug im Februar 1920 zurückgelassen. Anschließend war es ab 1921 in Archangelsk aufgelegt und wurde ab 1924 abgewrackt. |
| Ingenieur-mechanik Dmitrijew ab 25. Februar 1925 Roschal              | 8. Februar 1905 | 4. November 1905  | 1906              | Das Boot verblieb in der Ostsee, wurde vor dem Ersten Weltkrieg der 7. Zerstörer-Division der Baltischen Flotte zugeordnet und übernahm vorwiegend Begleitschutz-, Vorposten- und Minensuchaufgaben. Zwischen April 1918 und Mai 1919 befand es sich im Reservestatus, wurde anschließend auf den Ladoga-See verlegt, nahm 1921/22 an den Kämpfen im Finnischen Meerbusen teil und wurde 1926 aufgelegt. Im November 1928 erfolgte die Streichung aus der Flottenliste und anschließend wurde das Boot abgewrackt. |
| Bojewoi („Der Kämpferische“)                                          | 11. März 1905   | 9. Januar 1906    | Frühjahr 1906     | Das Boot verblieb in der Ostsee, wurde vor dem Ersten Weltkrieg der 7. Zerstörer-Division der Baltischen Flotte zugeordnet und übernahm vorwiegend Begleitschutz-, Vorposten- und Minensuchaufgaben. Während des Eismarschs der Baltischen Flotte verblieb es eingefroren in der Basis Helsingfors, wurde von deutschen Truppen besetzt und der finnischen Marine übergeben, aber im Mai 1918 nach Russland abgegeben. Zwischen Mai 1918 und 1924 war es in Kronstadt aufgelegt, wurde im November 1925 aus der Flottenliste gestrichen und anschließend abgewrackt. |
| Burny („Der Stürmische“)                                              | 7. April 1905   | 7. Februar 1906   | Frühjahr 1906     | Das Boot verblieb in der Ostsee, wurde vor dem Ersten Weltkrieg der 7. Zerstörer-Division der Baltischen Flotte zugeordnet und übernahm vorwiegend Begleitschutz-, Vorposten- und Minensuchaufgaben. Zwischen April 1918 und Februar 1925 war es in Kronstadt aufgelegt, wurde im November 1925 aus der Flottenliste gestrichen und anschließend abgewrackt. |
| Wnimatelny („Der Aufmerksame“)                                        | 29. Mai 1905    | 20. Februar 1906  | Frühjahr 1906     | Das Boot verblieb in der Ostsee, wurde vor dem Ersten Weltkrieg der 7. Zerstörer-Division der Baltischen Flotte zugeordnet und übernahm vorwiegend Begleitschutz-, Vorposten- und Minensuchaufgaben. Zwischen April 1918 und Mai 1919 befand es sich im Reservestatus, nahm an den Kämpfen im Finnischen Meerbusen 1921/22 teil und wurde im September 1924 aufgelegt. Im Februar 1925 erfolgte die Streichung aus der Flottenliste, anschließend wurde das Boot abgewrackt. |
| Bditelny („Der Wachsame“)                                             | 11. März 1905   | 17. März 1906     | 8. April 1906     | Das Boot verblieb in der Ostsee, wurde vor dem Ersten Weltkrieg der 7. Zerstörer-Division der Baltischen Flotte zugeordnet und übernahm vorwiegend Begleitschutz-, Vorposten- und Minensuchaufgaben. Dabei lief es am 27. November 1917 im Bottnischen Meerbusen bei Raumo auf eine vom deutschen U-Boot UC 58 gelegte Mine, wobei das Vorschiff abgerissen wurde und sank innerhalb von nur drei Minuten unter Verlust von 60 Mann. |
| Ingenieur-mechanik Swerew 1925 Zhemchuzhin                            | 28. Januar 1905 | 6. April 1906     | Sommer 1906       | Das Boot verblieb in der Ostsee, wurde vor dem Ersten Weltkrieg der 7. Zerstörer-Division der Baltischen Flotte zugeordnet und übernahm vorwiegend Begleitschutz-, Vorposten- und Minensuchaufgaben. Zwischen April 1918 und Mai 1919 befand es sich im Reservestatus, wurde anschließend auf den Ladoga-See verlegt, nahm 1921/22 an den Kämpfen im Finnischen Meerbusen teil und wurde 1926 aufgelegt. Im Januar 1930 erfolgte die Streichung aus der Flottenliste, anschließend wurde das Boot abgewrackt. |
| Wynosliwy („Der Ausdauernde“) 1925 Artemyev                           | 16. August 1905 | 31. März 1906     | Sommer 1906       | Das Boot wurde am 25. Februar 1925 in Artemjew umbenannt. Das Boot verblieb in der Ostsee, wurde vor dem Ersten Weltkrieg der 7. Zerstörer-Division der Baltischen Flotte zugeordnet und übernahm vorwiegend Begleitschutz-, Vorposten- und Minensuchaufgaben. Zwischen April 1918 und Mai 1919 befand es sich im Reservestatus, wurde anschließend auf den Ladoga-See verlegt, nahm 1921/22 an den Kämpfen im Finnischen Meerbusen teil und wurde 1928 aufgelegt. Im Jahr 1932 erfolgte die Streichung aus der Flottenliste und die Übernahme durch die Ossoawiachim als Schulschiff. Während der Belagerung Leningrads im Zweiten Weltkrieg wurde es versenkt, erst 1953 gehoben und anschließend abgewrackt. |
| Wnuschitelny („Der Beeindruckende“) 1925 Martynov                     | 18. August 1905 | 31. März 1906     | Sommer 1906       | Das Boot wurde am 5. Februar 1925 in Martynow umbenannt. Das Boot verblieb in der Ostsee, wurde vor dem Ersten Weltkrieg der 7. Zerstörer-Division der Baltischen Flotte zugeordnet und übernahm vorwiegend Begleitschutz-, Vorposten- und Minensuchaufgaben. Dabei rammte es am 29. Juli 1915 ein deutsches U-Boot und wurde schwer beschädigt. Zwischen April 1918 und Mai 1919 befand es sich im Reservestatus, wurde anschließend auf den Onega-See verlegt, nahm 1921/22 an den Kämpfen im Finnischen Meerbusen teil und wurde 1926 aufgelegt. Anschließend erfolgte der Umbau zum Schulschiff der Seekriegsakademie; im Jahr 1931 wurde es aus der Flottenliste gestrichen und von der Ossoawiachim als Schulschiff übernommen. Im Januar 1935 wurde es wieder in die Flotte als Wachschiff eingestellt und nahm sowohl am Winterkrieg als auch am Zweiten Weltkrieg teil. Obwohl die endgültige Streichung aus der Flottenliste bereits im Oktober 1940 erfolgte, wurde es erst 1949 abgewrackt. |
| Kapitan Jurassowski                                                   | 13. Januar 1905 | 1907              | 1907              | Das Boot wurde bei Schichau in Elbing auf Stapel gelegt, anschließend in Einzelteile zerlegt und mit der Bahn nach Wladiwostok überführt und dort zusammengebaut. Es verblieb bis 1917 bei der Pazifischen Flotte und verlegte bis Oktober 1917 ins Nordpolarmeer nach Murmansk. Dort wurde es von US-amerikanischen Interventionstruppen besetzt, der Weißen Armee übergeben und bei deren Abzug im Februar 1920 zurückgelassen. Anschließend war es ab 1922 in Archangelsk aufgelegt und wurde ab 1924 abgewrackt. |
| Leitenant Sergejew                                                    | 21. Januar 1905 | 1907              | 1907              | Das Boot wurde bei Schichau in Elbing auf Stapel gelegt, anschließend in Einzelteile zerlegt und mit der Bahn nach Wladiwostok überführt und dort zusammengebaut. Es verblieb bis 1917 bei der Pazifischen Flotte und verlegte bis Oktober 1917 ins Nordpolarmeer nach Murmansk. Dort wurde es von britischen Interventionstruppen besetzt, der Weißen Armee übergeben und bei deren Abzug im Februar 1920 zurückgelassen. Anschließend war es ab 1922 in Archangelsk aufgelegt und wurde ab 1924 abgewrackt. |